# Басс-Лейк (округ Вошберн, Вісконсин)
Басс-Лейк (англ. Bass Lake) — місто (англ. town) в США, в окрузі Вошберн штату Вісконсин. Населення — 566 осіб (2020).

## Демографія
Згідно з переписом 2010 року, у місті мешкало 505 осіб у 216 домогосподарствах у складі 152 родин. Було 339 помешкань
Расовий склад населення:
| - 93,3 % — білих - 2,6 % — корінних американців |

До двох чи більше рас належало 4,2 %. Частка іспаномовних становила 0,6 % від усіх жителів.
За віковим діапазоном населення розподілялося таким чином: 19,6 % — особи молодші 18 років, 61,4 % — особи у віці 18—64 років, 19,0 % — особи у віці 65 років та старші. Медіана віку мешканця становила 47,2 року. На 100 осіб жіночої статі у місті припадало 111,3 чоловіків;  на 100 жінок у віці від 18 років та старших — 112,6 чоловіків також старших 18 років.
Середній дохід на одне домашнє господарство  становив 52 327 доларів США (медіана — 44 219), а середній дохід на одну сім'ю — 55 093 долари (медіана — 47 500). Медіана доходів становила 31 667 доларів для чоловіків та 31 908 доларів для жінок. За межею бідності перебувало 7,6 % осіб, у тому числі 10,4 % дітей у віці до 18 років та 6,1 % осіб у віці 65 років та старших.
Цивільне працевлаштоване населення становило 261 особа. Основні галузі зайнятості: освіта, охорона здоров'я та соціальна допомога — 21,8 %, роздрібна торгівля — 17,6 %, виробництво — 9,2 %, фінанси, страхування та нерухомість — 8,0 %.